# Bob Harstad
Robert Joseph Harstad  (nacido el 07 de febrero de 1969 (56 años) en Anoka, Minnesota)  es un exjugador de baloncesto estadounidense. Con 1.98 de estatura, jugaba en la posición de alero. 

## Colegio
Su etapa en el baloncesto de base se desarrolló en el High School de Thompson Valley.

## Universidad
Compitió en la NCAA con la Universidad Creighton los cuatro años reglamentarios (temporadas 1987-88, 1988-89, 1989-90, y 1990-91). Fue nombrado Jugador del Año de la MVC en 1996.

## Carrera profesional
- Universidad de Creighton  Estados Unidos: 1987-1991
- Gijón Baloncesto  España: 1991-1993.
- Club Baloncesto Estudiantes  España: 1993-1994.
- Club Baloncesto Albacete  España: 1994-1995.
- Caja Cantabria  España: 1995-1999.
- Club Ourense Baloncesto  España: 1999-2000.
- FC Oporto  Portugal: 2000-2001.